# Усть-Река (Вологодская область)
Усть-Река — село в Сямженском районе Вологодской области. Административный центр Устьрецкого сельского поселения и Устьрецкого сельсовета.
Расстояние до районного центра Сямжи по автодороге — 21 км. Ближайшие населённые пункты — Пономариха, Кузьминская, Герасимиха, Лелековская.

## Население
| 2010 |
| ---- |
| 118  |

По переписи 2002 года население — 168 человек (76 мужчин, 92 женщины). Преобладающая национальность — русские (99 %).